# Reino da Cornualha
O Reino da Cornualha (em bretão:  Rouantelezh Kernew; em francês:  Royaume de Cornouaille) foi uma entidade que teria se formado no contexto da Armórica no início da Idade Média. O conhecimento preciso desta entidade mistura história escrita e lendas orais.

## História

### Origem
Precederia na História o condado carolíngio da Cornualha. Ela aparece nas costas norte e sul do oeste do Canal da Mancha.
Daniel Drem Rud foi um rei da Cornualha no século VI.
Nessa época, os senhores locais lutavam e estudos atestam grande crueldade. Por exemplo, o conde Conomor (Marcus Cunomorus), assimilado ao rei Marcos da Cornualha e líder de Domnônia, mandou assassinar seu filho e sua segunda esposa.
Menções escritas da Cornouaille aparecem indiretamente entre 852 e 857, quando o bispo da diocese da Cornualha, Anaweten, é descrito como Cornugallensis (adjetivo latino derivado de Cornugallia).
Os soberanos independentes são listados de 430 (na Armórica) a 1086 (na Bretanha).